# Cruz da Ponte Nith
A cruz da Ponte Nith (também conhecida como cruz Boatford) é uma cruz anglo-saxónica esculpida, perto da vila de Thornhill, Dumfries e Galloway. É o monumento deste tipo mais bem preservado da região, depois da Cruz de Ruthwell, embora as armas estejam ausentes. É um monumento marcado. A cruz é feita de arenito vermelho e esculpida com desenhos entrelaçados de animais e plantas em baixo relevo. Tem 1,98 metros de altura.